# Lymeon tantillus
Lymeon tantillus là một loài tò vò trong họ Ichneumonidae.